# Bekir Pakdemirli

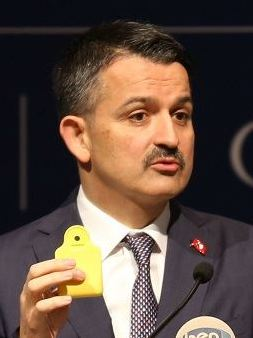
Bekir Pakdemirli, 2019

Bekir Pakdemirli (* 10. November 1973 in Izmir) ist ein türkischer Politiker und Ökonom.

## Leben
Bekir Pakdemirli ist der Sohn des Politikers Ekrem Pakdemirli. Bekir Pakdemirli absolvierte den Bachelorstudiengang an der Bilkent-Universität und errang den Master an der Başkent-Universität im Fach Betriebswirtschaft. Pakdemirli war vier Legislaturperioden Abgeordneter der AKP für Manisa. Seit dem 9. Juli 2018 ist Pakdemirli im Kabinett Erdoğan IV als Minister für Land- und Forstwirtschaft tätig. Pakdemirli ist verheiratet und hat drei Kinder.